# Mette Østergaard
 Mette Kirkeby Østergaard (født 11. maj 1980 i Aarhus) er en dansk journalist og chefredaktør på Berlingske. Tidligere har hun bl.a. været politisk redaktør og redaktionschef på Politiken samt chefredaktør på TV2 News.
Østergaard er student fra Viborg Katedralskole, uddannet fra Danmarks Journalisthøjskole i 2006 og har arbejdet som politisk reporter på TV 2 fra oktober 2006 til 1. december 2008. Derefter redaktionssekretær og onlinemedarbejder på Dagbladet Børsen og journalist på Jyllands-Postens politiske redaktion i 2006 i 2008 skiftede hun til Politiken, hvor hun blev politisk redaktør. Senere har hun været chefredaktør og kanalchef for TV 2 News, men i juni 2017 blev hun udnævnt til ny chefredaktør på Berlingske, hvor hun sammen med ansvarshavende chefredaktør Tom Jensen fremover skulle udgøre avisens chefredaktion. På daværende tidspunkt var Mette Østergaard på barsel, og hendes tiltræden i stillingen som chefredaktør blev derfor planlagt til januar 2018.
Mette Østergaard er medlem af VL-gruppe 1, et netværk for virksomhedsledere fra både den private og offentlige sektor.